# Érythrée italienne
1890–1936
Entités précédentes :
- Empire éthiopien
- Empire ottoman
- Khédivat d'Égypte

Entités suivantes :
- Empire éthiopien

L'Érythrée italienne ou colonie érythréenne (en italien : Colonia eritrea) a été la première colonie italienne en Afrique. La présence italienne en Érythrée débute en 1869 (achat d'Assab par des Italiens). En 1936, après l'invasion de l'Éthiopie, la colonie est intégrée à l'Afrique orientale italienne. En 1941, pendant la Seconde Guerre mondiale, le Royaume-Uni prend le contrôle du territoire. Par le traité de Paris de 1947, l'Italie renonce à ses prétentions coloniales sur l'Erythrée, qui rejoindra l'Empire éthiopien en 1952.

## Histoire

### La conquête italienne (1869-1941)

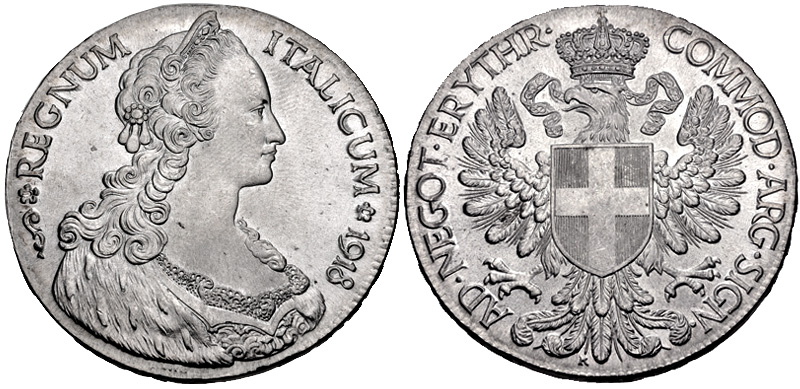
Type du Tallero d'Italia conçue par Attilio Motti, frappée à Rome en 1918, destiné à circuler en Érythrée.

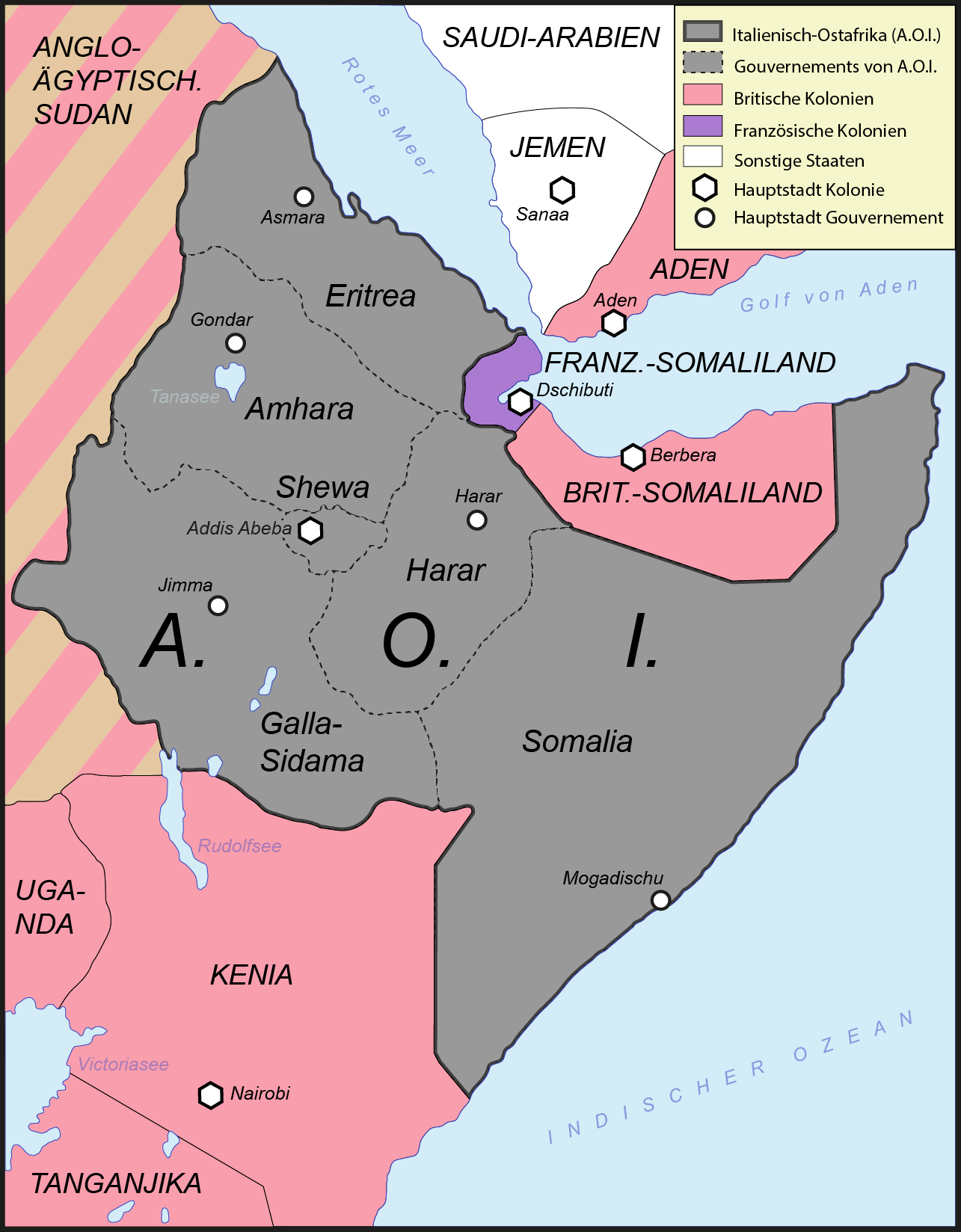
Afrique orientale italienne en 1936.

Les premiers pas de l'Italie à Assab se déroulent en 1869, avec l'achat de terres par Giuseppe Sapeto et la compagnie de navigation de Raffaele Rubattino. L'État italien ne prend officiellement possession du territoire qu'en 1882.
C'est l'occupation de Massawa, abandonnée par les Anglo-égyptiens, en 1885, qui entraîne la création de la « colonia Eritrea » en 1890. Son expansion sur les plateaux au détriment de l'Éthiopie s'interrompt avec la défaite italienne à Adoua en 1896.
En 1939, à l'apogée de la colonisation italienne, 76 000 Italiens vivaient dans le pays, pour une population totale estimée à 720 000 habitants, soit plus de 10 % de la population. En 1948, plus de 95 % des Italiens étaient déjà partis, à la suite de la défaite Italienne de 1941.
Après l'occupation de l'Éthiopie par les troupes italiennes en 1936, l’Érythrée devient une partie de l'Afrique orientale italienne. À partir de 1941, elle est occupée par les Britanniques jusqu'en 1947, année au cours de laquelle les Italiens renoncent définitivement à toute prétention sur ce territoire.

### L'administration britannique (1941-1952)
La situation était assez difficile, après 1941, du fait que les Britanniques ne trouvaient aucun personnel indigène formé pour administrer le pays. En effet, après la défaite de l'Italie fasciste l'administration locale était restée entre les mains des seuls fonctionnaires italiens. Aussi, lorsque ces derniers quittèrent en masse le pays, entre 1941 et 1952, les Britanniques se retrouvèrent démunis face à une population divisée en divers ethnies, langues, religions et clans. Du temps de la colonisation italienne, tous les postes administratifs étaient entre les mains des blancs colonisateurs et le seul moyen pour les indigènes du pays de gravir les échelons sociaux était d'intégrer le corps militaire des Ascaris, supplétifs indigènes de l'armée coloniale italienne. D'éventuelles tensions entre ces groupes pouvant déboucher à tout moment sur une guerre civile interminable. Au même moment, les Italiens partaient du pays, surtout les fonctionnaires de l'administration coloniale qui n'étaient plus payés car l'Italie renonçait à ses colonies en 1947. Assez rapidement, après 1942, les Britanniques optent pour une administration militaire et, entre 1942 et 1947, ils maintiennent certains administrateurs coloniaux italiens. Entre 1947 et 1952, l'administration est entièrement sous contrôle des militaires britanniques. En 1950, les Nations unies réalisent que le pays ne peut pas accéder à l'indépendance dans l'immédiat. Si les Nations unies confient l'administration de l'ex-Somalie italienne pour 10 ans aux Italiens en 1950, l’Éthiopie refuse le même cas de figure pour l'Érythrée.

### L'intégration à l'Éthiopie (depuis 1952)
En 1952, à la suite du rattachement de l'Érythée à l'empire d'Éthiopie, décidée par les Nations unies, les Éthiopiens  imitent les Italiens en envoyant des fonctionnaires et des administrateurs issus des ethnies Amharas ou Oromos, tout en limitant l'accès des postes importants aux locaux.   
En réalité, les Britanniques ne semblaient pas avoir d'autres choix que de remettre ce territoire aux Éthiopiens car la colonisation italienne fut très difficile pour la population locale puisqu'aucun indigène n'avait de poste important dans le pays. Avant 1941, le seul espoir de promotion sociale pour un Érythréen était d'intégrer les Askaris de l'armée coloniale italienne.   
Le choix des Nations unies avait aussi pour raison de contribuer au développement économique de l'Éthiopie en lui donnant un accès à la mer, lui facilitant une ouverture au monde, et au commerce extérieur mondial. Les ports d'Assab et de Massaoua, assez modernes, étaient vus comme les principaux foyers du développement, susceptibles d'attirer les investisseurs étrangers qui, progressivement, se tourneraient vers l'Éthiopie en l'aidant à développer ses infrastructures, ce qui, pour l'ONU, caractérisait le modèle d'un pays en voie de développement.        
Les raisons historiques n'étaient pas non plus étrangères à cette décision puisque ce territoire fut longtemps sous influence des rois abyssins, à divers moments dans l'histoire. En effet, les statuts de domination du pays par le puissant voisin abyssin évoluaient au fil de l'histoire : influence, domination, protectorat, etc. Ce qui expliquera les choix des Nations unies mais, sur place, la situation était bien différente, les Érythréens souhaitant l'indépendance complète.